# HMS Aurora (12)
La HMS Aurora era un incrociatore leggero costruito per la Royal Navy britannica nel 1936, ultimo esemplare della classe Arethusa, e largamente impiegata nel successivo conflitto mondiale.
Costruita nei cantieri del Portsmouth Royal Dockyard, venne impostata il 23 luglio 1935, varata il 20 agosto 1936 e completata l'8 novembre 1937.

## Impiego operativo
La sua attività durante la seconda guerra mondiale fu molto intensa, specialmente nel Mar Mediterraneo dove insieme alla gemella Penelope e ad alcuni cacciatorpediniere, formò la spina dorsale della forza 'K' di navi corsare basate a Malta; questa piccola squadra si distinse nelle sue incursioni sulle rotte del naviglio italiano, fino a quando non finì su di un campo minato, provocando gravi danni ad entrambi gli incrociatori, oltre alla perdita dell'incrociatore Neptune (più grande degli Arethusa) e di un cacciatorpediniere, irreparabilmente danneggiato anche se riuscì a rientrare in porto.
Dopo i lavori di ripristino la nave tornò in azione nel Mediterraneo inquadrata nella forza Q, nel gennaio 1943. Giunta a destinazione, venne impiegata insieme alla sorella Penelope e agli incrociatori Dido e Sirius in missioni di intercettazione di convogli nemici e di appoggio alle truppe di terra in azione in Algeria e Tunisia.
Dal 1º giugno venne impiegata nel bombardamento di Pantelleria, effettuato per preparare lo sbarco delle forze alleate (Operazione Corkscrew). Il 10 giugno fornì copertura agli sbarchi sull'isola insieme agli incrociatori Penelope, Newfoundland, Orion ed Euryalus. Due giorni dopo prese parte al bombardamento di Lampedusa che portò la guarnigione dell'isola ad arrendersi poche ore dopo. Dal 5 luglio venne impiegata nella protezione dei convogli di trasporto truppe diretti in Sicilia per prendere parte all'Operazione Husky, lo sbarco alleato sull'isola. Il 9 luglio, giorno precedente agli sbarchi, bombardò Catania e Taormina, incrociando poi nel Mar Jonio per respingere eventuali attacchi alle forze da sbarco. Il giorno successivo supportò l'avanzata delle truppe bombardando le linee difensive italiane. Dopo la guerra l'Aurora venne ceduto alla Cina nazionalista e ribattezzato Chung King. Successivamente venne catturato dalle forze della Repubblica Popolare Cinese ed affondato nel marzo 1949 da un attacco aereo dei nazionalisti. Recuperato dai comunisti con l'aiuto sovietico, rimase in servizio fino alla metà degli anni cinquanta cambiando varie volte il suo nome.